# Promozione Piemonte-Valle d'Aosta 1972-1973
Nella stagione 1972-1973 la Promozione era il quinto livello del calcio italiano (il massimo livello regionale). Qui vi sono le statistiche relative al campionato in Piemonte e in Valle d'Aosta gestito dal Comitato Regionale Piemontese.
Il campionato è strutturato in vari gironi all'italiana su base regionale, gestiti dai Comitati Regionali di competenza. Promozioni alla categoria superiore e retrocessioni in quella inferiore non erano sempre omogenee; erano quantificate all'inizio del campionato dal Comitato Regionale secondo le direttive stabilite dalla Lega Nazionale Dilettanti, ma flessibili, in relazione al numero delle società retrocesse dalla Serie D e perciò, a seconda delle varie situazioni regionali, la fine del campionato poteva avere degli spareggi sia di promozione che di retrocessione.

## Girone A

### Squadre partecipanti
| Squadra                  | Città (provincia)             |
| ------------------------ | ----------------------------- |
| U.S. Aosta               | Aosta                         |
| U.S. Balangero Parmalat  | Balangero (TO)                |
| A.C. Borgofranco         | Borgofranco d'Ivrea (TO)      |
| U.S. Castellamonte       | Castellamonte (TO)            |
| A.C. Castellettese       | Castelletto sopra Ticino (NO) |
| C.S. Ciriè               | Cirié (TO)                    |
| A.C. Gozzano             | Gozzano (NO)                  |
| U.S.I. Grignasco         | Grignasco (NO)                |
| U.S. Junior              | Casale Monferrato (AL)        |
| A.C. Meina               | Meina (NO)                    |
| Oleggio Sportiva         | Oleggio (NO)                  |
| U.S. Ponzone             | Trivero (VC)                  |
| Stresa Sportiva          | Stresa (NO)                   |
| A.S. Sunese              | Suno (NO)                     |
| U.S. Vallorco 1912       | Cuorgnè (TO)                  |
| A.S. Virtus Villadossola | Villadossola (NO)             |

### Classifica finale
|  | Pos. | Squadra             | Pt  | G   | V   | N   | P   | GF  | GS  | DR  |
|  | ---- | ------------------- | --- | --- | --- | --- | --- | --- | --- | --- |
|  | 1.   | Junior Casale       | 48  | 30  | 21  | 6   | 3   | 51  | 13  | +38 |
|  | 2.   | Balangero Parmalat  | 45  | 30  | 19  | 7   | 4   | 49  | 23  | +26 |
|  | 3.   | Castellamonte       | 38  | 30  | 16  | 6   | 8   | 48  | 33  | +15 |
|  | 3.   | Ciriè               | 38  | 30  | 12  | 14  | 4   | 40  | 28  | +12 |
|  | 3.   | Meina               | 38  | 30  | 13  | 12  | 5   | 32  | 14  | +18 |
|  | 6.   | Aosta               | 35  | 30  | 14  | 7   | 9   | 43  | 24  | +19 |
|  | 7.   | Virtus Villadossola | 33  | 30  | 13  | 7   | 10  | 29  | 25  | +4  |
|  | 8.   | Vallorco            | 32  | 30  | 13  | 6   | 11  | 33  | 32  | +1  |
|  | 9.   | Castellettese       | 28  | 30  | 10  | 8   | 12  | 35  | 30  | +5  |
|  | 10.  | Ponzone             | 27  | 30  | 10  | 7   | 13  | 33  | 41  | -8  |
|  | 11.  | Gozzano             | 26  | 30  | 7   | 12  | 11  | 28  | 34  | -6  |
|  | 12.  | Borgofranco         | 25  | 30  | 6   | 13  | 11  | 26  | 39  | -13 |
|  | 13.  | Oleggio             | 21  | 30  | 6   | 9   | 15  | 29  | 42  | -13 |
|  | 13.  | Grignasco           | 21  | 30  | 6   | 9   | 15  | 27  | 47  | -20 |
|  | 15.  | Stresa              | 18  | 30  | 6   | 6   | 18  | 29  | 50  | -21 |
|  | 16.  | Sunese              | 7   | 30  | 1   | 5   | 24  | 19  | 76  | -57 |
|  |      |                     | 480 | 480 | 173 | 134 | 173 | 551 | 551 | 0   |

Legenda:
      Promosso in Serie D 1973-1974.
      Retrocesso in Prima Categoria.
Regolamento:
Due punti a vittoria, uno a pareggio, zero a sconfitta.
Pari merito in caso di pari punti.

## Girone B

### Squadre partecipanti
| Squadra                | Città (provincia) |
| ---------------------- | ----------------- |
| Acqui U.S.             | Acqui Terme (AL)  |
| A.S. Carassonese       | Mondovì (CN)      |
| Pol. Carletto Michelis | Busca (CN)        |
| U.S. Cassine           | Cassine (AL)      |
| U.S. Cheraschese       | Cherasco (CN)     |
| A.C. Chieri            | Chieri (TO)       |
| A.C. Cuneo             | Cuneo (CN)        |
| U.S. Fossanese         | Fossano (CN)      |
| U.R.S. La Chivasso     | Chivasso (TO)     |
| G.S. Pertusa           | Torino (TO)       |
| F.C. Pinerolo          | Pinerolo (TO)     |
| G.S. Pro Molare        | Molare (AL)       |
| U.S. Saviglianese      | Savigliano (CN)   |
| U.S. Susa              | Susa (TO)         |
| U.S. Valenzana         | Valenza (AL)      |
| S.C. Vigone            | Vigone (TO)       |

### Classifica finale
|  | Pos. | Squadra           | Pt  | G   | V   | N   | P   | GF  | GS  | DR  |
|  | ---- | ----------------- | --- | --- | --- | --- | --- | --- | --- | --- |
|  | 1.   | Acqui             | 45  | 30  | 19  | 7   | 4   | 49  | 21  | +28 |
|  | 2.   | Cheraschese       | 42  | 30  | 13  | 16  | 1   | 38  | 19  | +19 |
|  | 3.   | Cuneo             | 34  | 30  | 11  | 12  | 7   | 31  | 28  | +3  |
|  | 4.   | Carassonese       | 32  | 30  | 10  | 12  | 8   | 36  | 32  | +4  |
|  | 4.   | Chieri            | 32  | 30  | 11  | 10  | 9   | 44  | 37  | +7  |
|  | 4.   | Pinerolo          | 32  | 30  | 10  | 12  | 8   | 28  | 21  | +7  |
|  | 4.   | Valenzana         | 32  | 30  | 8   | 16  | 6   | 38  | 33  | +5  |
|  | 8.   | Carletto Michelis | 31  | 30  | 11  | 9   | 10  | 33  | 31  | +2  |
|  | 8.   | Cassine           | 31  | 30  | 9   | 13  | 8   | 32  | 31  | +1  |
|  | 10.  | Susa              | 30  | 30  | 8   | 14  | 8   | 32  | 34  | -2  |
|  | 11.  | Saviglianese      | 29  | 30  | 8   | 13  | 9   | 26  | 26  | 0   |
|  | 12.  | Vigone            | 25  | 30  | 8   | 9   | 13  | 28  | 38  | -10 |
|  | 13.  | Pertusa           | 24  | 30  | 5   | 14  | 11  | 24  | 40  | -16 |
|  | 14.  | Fossanese         | 21  | 30  | 6   | 9   | 15  | 30  | 40  | -10 |
|  | 15.  | La Chivasso       | 21  | 30  | 6   | 9   | 15  | 27  | 42  | -15 |
|  | 16.  | Pro Molare        | 19  | 30  | 2   | 15  | 13  | 16  | 39  | -23 |
|  |      |                   | 480 | 480 | 145 | 190 | 145 | 512 | 512 | 0   |

Legenda:
      Promosso in Serie D 1973-1974.
      Retrocesso in Prima Categoria.
Regolamento:
Due punti a vittoria, uno a pareggio, zero a sconfitta.
Pari merito in caso di pari punti.